# Jiang Shiquan
Jiang Shiquan (en xinès simplificat: 蒋士铨; en xinès tradicional: 蔣士銓; en pinyin: Jiǎng Shìquán) (Nanchang 1725 - 1784) poeta i dramaturg xinès de la dinastia Qing.

## Biografia
Jian Shiquan que també se'l coneix pel seu nom de cortesia Xinyu Tiaosheng, pel seu sobrenom Zagnyuan i pel nom pòstum Dingfu va néixer el 27 d'0ctubre de 1725 a Nanchag, província xinesa de Jiangxi. Els seus pares eren pobres però erudits i el van enviar a estudiar amb la família Wang de Fegtai, on Jian va rebre una formació acadèmica important.

#### Carrera literària
Als15 anys va començar a estudiar les obres del poeta de la Dinastia Tang, Li Shangyin i als 19 va començar a escriure els seus propis poemes. Amb Zhao Yi i Yuan Mei se'l considera com un dels "Tres Grans Mestres" del període del regnat de l'emperador Qianlong. i en funció del seu origen geogràfic, també sel's coneixia com els "Tres grans de l'oest del Riu Blau". Es va doctorar amb el grau de "jinshi" (进士) l'any 1757 i va treballar a la impremta imperial. També va ser director d'acadèmies privades i va actuar com a historiador oficial. i membre de l'Acadèmia Hanlin.
Ens han arribat uns 2500 poemes seus fins als nostres dies. Jiang va escriure ci i també obres en prosa. Així mateix, també fou un important dramaturg del que conservem en l'actualitat setze obres.
Els temes dels poemes són relativament amplis, i alguns d'ells exposen contradiccions socials i simpatitzen amb els patiments de la gent, tots tenen una certa significació social, amb crítiques per l'acaparament de diners del govern, i la descripció de les penúries de les classes socials més febles o els costums socials de les classes baixes urbanes i rurals.
La tomba de Jiang Shiquan es troba a Dongjiawu, a l'oest del pont de Wenjia a Chenjiazhai, ciutat de Yongping, Qianshan. La tomba va ser catalogada com a relíquia cultural provincial pel govern popular de Jiangxi el 1959.